# Scorpidinae
Sous-famille
Les Scorpidinae forment une sous-famille de poissons téléostéens de la famille des Kyphosidae.

## Liste des genres
Selon World Register of Marine Species (14 juin 2011) et ITIS (14 juin 2011):
- Bathystethus Gill, 1893
- Labracoglossa Peters, 1866
- Medialuna Jordan et Fesler, 1893
- Scorpis Valenciennes in Cuvier et Valenciennes, 1832